# Parafia Trójcy Przenajświętszej w Krośnie
Parafia Trójcy Przenajświętszej w Krośnie – najstarsza z dziewięciu rzymskokatolickich parafii w Krośnie. Należy do dekanatu Krosno I, w archidiecezji przemyskiej.

## Historia
W 1342 roku w Krośnie ufundowano murowany kościół i erygowano parafię, która była pod patronatem królewskim. 4 sierpnia 1391 roku bp Eryk z Winsen za zgodą króla Władysława Jagiełły, włączył parafię do uposażenia kapituły katedralnej w Przemyślu. Od tego czasu proboszczami w Krośnie byli kanonicy kapituły katedralnej. W 1456 roku kościół został uszkodzony podczas pożaru. Po przebudowie 5 września 1512 roku bp Maciej Drzewicki konsekrował kościół pw. Trójcy Świętej, Wniebowstąpienia NMP, św. Jana Chrzciciela, św. Szymona i Judy Apostoła, św. Stanisława i Wojciecha, Dziesięciu tysięcy Św. Żołnierzy i Wszystkich Świętych. 3 kwietnia 1598 roku bp Wawrzyniec Goślicki ustanowił prepozyturę.
W 1638 roku kościół ponownie uszkodził pożar. W latach 1641–1846 kosztem prepozyta ks. Kaspra Rożyńskiego i mieszczanina Wojciecha Roberta Portiusa, kościół przebudowano. 4 listopada 1646 roku bp Paweł Piasecki konsekrował kościół pw. Trójcy przenajświętszej. W latach 1899–1910 przywrócono kościołowi pierwotny wygląd gotycki, według projektu arch. T. Stryjeńskiego i W. Sikorskiego
24 marca 2005 roku dekretem abpa Józefa Michalika została krośnieńska kapituła kolegiacka.
Proboszczowie parafii:
1800–1820. ks. Mateusz Fuzowski.
1820. ks. Jan Tokarski (administrator).
1821–1833. ks. Józef Szczurkowski.
1833–1836. ks. Józef Antoniewicz (administrator).
1836–1839. ks. Józef Bielecki.
1840–1862. ks. Franciszek Struś.
1863. ks. Jan Tabaczyński (administrator).
1864–1895. ks. Ludwik Wodziński.
1895–1896. ks. Stanisław Turkiewicz (administrator).
1897-1907. ks. Marcin Uzarski.
1907–1908. ks. Ignacy Łaskawski (administrator).
1908-1917. ks. Antoni Koleński.
1917–1928. ks. Stanisław Ziemba.
1928–1958. ks. Michał Nowakowski.
1958–1966. ks. Mieczysław Kędzior (administrator).
1966–1978. ks. Roman Dubeński.
1978–1998. ks. Bronisław Jastrzębski.
1998–2002. ks. Jacenty Matuszewski (administrator).
2002–2014. ks. Karol Bryś.
2014– nadal ks. prał. dr Andrzej Chmura.

## Terytorium parafii
Na terenie parafii jest 7600 wiernych mieszkających przy ulicach: Blich, Cicha, Cmentarna, Czajkowskiego (numery parzyste), Białobrzeska (prawa strona od nr 24, lewa strona do nr 43), Jeleniówka, Karłowicza (nr 2, 9, 9a, 10, 12, 16, 18b), Kazimierza Wielkiego, Kilińskiego, Kletówki, Kolejowa, Kościuszki, Krakowska (prawa strona do skrzyżowania z ul. Mostową, lewa strona do nr 45), Magurów, Lewakowskiego, Lniarska, Łukasiewicza, Mazurkiewiczów, Mięsowiczów, Mielczarskiego, Mirandoli, Nad Lubatówką, Naftowa, Ogrodowa, Okrzei, Okulickiego, Paderewskiego, Pawła z Krosna, Piłsudskiego, Podkarpacka, Podwale, Portiusa, Pużaka, Rynek (nr 18-22), Słowackiego, Ściegiennego, Towarowa, 1000-lecia (do budynku PKS-u), Pużaka, Wolności, Wróblewskiego, Wyzwolenia, Zjazdowa, Czuchry, Zrecińska (nr 4, 6, 8).